# NGC 1100
NGC 1100 je galaksija u zviježđu Eridan.

## Vanjske poveznice
- SEDS: NGC 1100